# Jon McLaughlin
Jon McLaughlin,  född 9 september 1987 i Edinburgh i Skottland, är en skotsk fotbollsmålvakt som spelar för Swansea City.

## Karriär
Den 23 juni 2020 värvades McLaughlin av Rangers, där han skrev på ett tvåårskontrakt. Den 30 januari 2022 förlängde McLaughlin sitt kontrakt fram till sommaren 2024.
Den 28 augusti 2024 skrev McLaughlin på ett korttidskontrakt fram till januari 2025 med Swansea City. I januari 2025 förlängdes kontraktet över resten av säsongen.